# Copa Santa Catarina de 2010
A Copa Santa Catarina de 2010 é a 12ª edição do segundo principal torneio de futebol de Santa Catarina. Nove clubes do estado participaram disputando o título da competição.
Neste ano, realizar-se-a a quarta Recopa Sul-Brasileira, com os vencedores das copas de Santa Catarina, São Paulo, do Rio Grande do Sul e do Paraná. O campeão, recebe o direito de participar da Copa do Brasil de 2011 e também da Série D do campeonato brasileiro de 2011. Se este já estiver classificado para a Copa do Brasil de 2011 ou às séries A, B ou C, o vice-campeão assumirá. Se este também estiver, a vaga será repassada para o 3º colocado (o que somou mais pontos na soma de todo o campeonato, além do campeão e vice) e assim por diante.

## Equipes Participantes
| Equipe              | Município      | Estádio                            | Títulos |
| ------------------- | -------------- | ---------------------------------- | ------- |
| Atlético*           | Ibirama        | Baixada                            | ---     |
| Avaí B              | Florianópolis  | Ressacada                          | 1       |
| Brusque             | Brusque        | Augusto Bauer                      | 2       |
| CFZ Imbituba        | Imbituba       | Emília Mendes Rodrigues            | ---     |
| Chapecoense         | Chapecó        | Arena Condá                        | 1       |
| Criciúma            | Criciúma       | Heriberto Hülse                    | 1       |
| Figueirense         | Florianópolis  | Orlando Scarpelli                  | 2       |
| Joinville           | Joinville      | Arena Joinville                    | 1       |
| Juventus de Jaraguá | Jaraguá do Sul | João Marcatto                      | ---     |
| Metropolitano       | Blumenau       | Complexo Esportivo Bernardo Werner | ---     |

*O Atlético de Ibirama pediu licenciamento da Federação Catarinense de Futebol por um ano, com isso, não irá disputar a Copa Santa Catarina de 2010.

## Regulamento
A Copa Santa Catarina será disputada em três fases turno, returno e finais, sendo que, as fases de turno e returno cada serão disputadas em três fases: inicial, semifinal e final.
TURNO:
- Fase Inicial - Os 9 participantes foram divididos em 2 grupos distintos (Grupos "A" e "B") e disputarão entre si, somente dentro de seus grupos, jogos de ida levando-se em conta a contagem de pontos corridos. Classificam-se para a próxima fase do turno, os dois primeiros times na classificação.

- Semifinal - Será disputada pelos quatro times mais bem colocados nos grupos A e B que serão agrupados da seguinte maneira:

Grupo "C" - 1ª colocado do Grupo "A" X 2ª colocado do Grupo "B";
Grupo "D" - 1ª colocado do Grupo "B" X 2ª colocado do Grupo "A".
Nesta fase serão realizados jogos de ida e volta, sendo mandante dos jogos de volta (segunda partida) as equipes que obtiveram a primeira colocação nos Grupos A e B da Fase Inicial desta Etapa (Turno).
As equipes vencedoras dos grupos C e D, classificaram-se para a fase final deste turno. Será considerada vencedora do grupo a equipe que, após o jogo de volta, obtiver o maior número de pontos ganhos. Se, após o jogo de volta, as equipes terminarem empatadas em número de pontos ganhos, será considerada a vencedora do grupo a equipe que obtiver o maior saldo de gols. Caso persista o empate, também, será considerada vencedora do grupo a equipe mandante do jogo de volta.
- Final - Será disputada pelas duas equipes vencedoras da fase anterior (Semifinal) e, assim como anteriormente, será disputada em jogos de ida e volta. Será mandante do jogo de volta a equipe que obtiver o maior número de pontos ganhos obtidos na soma das fases inicial e semifinal desta 1ª Etapa (Turno), aplicando-se a média aritmética, e observadas as mesmas regras estabelecidas na fase anterior.

A equipe vencedora desta fase será considerada a campeã da 1ª Etapa (Turno), e estará classificada para a disputa da 3ª etapa (Finais da competição).
RETURNO: Esta fase tem o mesmo sistema da primeira só que sendo invertidos os mandos de campo, jogos de volta, na fase inicial. A equipe vencedora desta fase será considerada a campeã da 2ª Etapa (Returno), e estará classificada para a disputa da 3ª etapa (Finais da competição). Se algum dos participantes vencer a fase de turno e returno, será classificado à próxima fase a equipe com melhor índice técnico excluindo-se a campeã do Turno e Returno.
FINAL: Esta fase será disputada pelas equipes que forem consideradas campeãs das 1ª e 2ªs Etapas (Turno e Returno), ou, caso uma mesma associação vier a ser considerada campeã das 1ª e 2ªs Etapas, classificar-se-á para a disputa desta fase uma outra equipe de melhor índice técnico, que, excluída a campeã das 1ª e 2ª Etapas, obtiver o maior número de pontos ganhos somente na soma das fases Iniciais das 1ª e 2ªs Etapas (Turno e Returno),  aplicando-se a média aritmética, excetuando-se os pontos obtidos nas Fases Semifinais e Finais daquelas Etapas. As equipes estarão dispostas da seguinte forma:
Grupo "I" - Campeã da 1ª Etapa (Turno) X Campeã da 2ª Etapa Returno), ou Campeã do Turno e Returno X Equipe de melhor índice técnico.
Será mandante do jogo de volta a equipe que porventura for considerada campeã das 1ª e 2ªs Etapas (Turno e Returno). Caso as campeã das 1ª e 2ªs Etapas (Turno e Returno) forem equipes distintas, será mandante do jogo de volta a equipe que obtiver o maior número de pontos ganhos obtidos somente nas Fases Iniciais das 1ª e 2ªs Etapas, aplicando-se a média aritmética, excetuando-se os pontos obtidos nas Fases Semifinais e Finais daquelas Etapas (Turno e Returno).
A equipe que for a vencedora da 3ª Fase (Final), será considerada a Campeã da Copa Santa Catarina de 2010 e receberá o direito de participar da Copa do Brasil de 2011 e também da Série D do campeonato brasileiro de 2011. Se o campeão já estiver classificado para a Copa do Brasil de 2011 ou às séries A, B ou C, o vice-campeão assumirá. Se este também estiver, a vaga será repassada para o 3º colocado (o que somou mais pontos na soma de todo o campeonato, além do campeão e vice) e assim por diante.

### Critérios de Desempate
- Maior número de vitórias;
- Maior saldo de gols;
- Maior número de gols pró;
- Confronto direto, somente no caso de empate entre duas equipes;
- Menor número de cartões vermelhos recebidos;
- Menor número de cartões amarelos recebidos;
- Sorteio público.

## Turno

### Grupo A
| 1 | Brusque       | 12 | 4 | 4 | 0 | 0 | 10 | 2  | +8  |
| 2 | Criciúma      | 6  | 4 | 2 | 0 | 2 | 8  | 6  | +2  |
| 3 | Avaí B        | 6  | 4 | 2 | 0 | 2 | 8  | 7  | +1  |
| 4 | Metropolitano | 6  | 4 | 2 | 0 | 2 | 6  | 5  | +1  |
| 5 | Juventus      | 0  | 4 | 0 | 0 | 4 | 0  | 12 | -12 |
| PG - pontos ganhos; J - jogos; V - vitórias; E - empates; D - derrotas; GP - gols pró; GC - gols contra; SG - saldo de gols |               |    |   |   |   |   |    |    |     |

|  |                                         |
|  | Classificado à fase Semifinal do Turno. |

Confrontos
 Para ler a tabela, a linha horizontal representa os jogos da equipe como mandante. A coluna vertical indica os jogos da equipe como visitante.
Os jogos que não aconteceram ainda, estão descritos de acordo com a rodada em que irá acontecer. Exemplo: R-1 significa a primeira rodada.
|  |                                                 |
|  | Jogos de volta que serão disputados no Returno. |

|               | AVA | BRU | CRI | JUV | MET |
| ------------- | --- | --- | --- | --- | --- |
| Avaí B        | —   |     | 1-2 | 3-0 |     |
| Brusque       | 3-1 | —   |     |     | 1-0 |
| Criciúma      |     | 1-3 | —   | 4-0 |     |
| Juventus      |     | 0-3 |     | —   | 0-2 |
| Metropolitano | 2-3 |     | 2-1 |     | —   |

### Grupo B
| 1 | Joinville    | 9 | 3 | 3 | 0 | 0 | 10 | 1  | +9  |
| 2 | Chapecoense  | 6 | 3 | 2 | 0 | 1 | 8  | 3  | +5  |
| 3 | Figueirense  | 3 | 3 | 1 | 0 | 2 | 3  | 6  | -3  |
| 4 | CFZ Imbituba | 0 | 3 | 0 | 0 | 3 | 1  | 12 | -11 |
| PG - pontos ganhos; J - jogos; V - vitórias; E - empates; D - derrotas; GP - gols pró; GC - gols contra; SG - saldo de gols |              |   |   |   |   |   |    |    |     |

|  |                                         |
|  | Classificado à fase Semifinal do Turno. |

Confrontos
Para ler a tabela, a linha horizontal representa os jogos da equipe como mandante. A coluna vertical indica os jogos da equipe como visitante.
Os jogos que não aconteceram ainda, estão descritos de acordo com a rodada em que irá acontecer. Exemplo: R-1 significa a primeira rodada.
|  |                                                 |
|  | Jogos de volta que serão disputados no Returno. |

|              | CFZ | CHA | FIG | JOI |
| ------------ | --- | --- | --- | --- |
| CFZ Imbituba | —   | 0-4 |     |     |
| Chapecoense  |     | —   |     | 1-2 |
| Figueirense  | 2-1 | 1-3 | —   |     |
| Joinville    | 6-0 |     | 2-0 | —   |

### Semi-final de Final
|  | Semi-final  | Semi-final | Semi-final | Semi-final |   |         | Final | Final | Final | Final |
|  |             |            |            |            |   |         |       |       |       |       |
|  | Brusque*    | 1          | 3          | 4          |   |         |       |       |       |       |
|  | Chapecoense | 4          | 0          | 4          |   |         |       |       |       |       |
|  | Chapecoense | 4          | 0          | 4          |   | Brusque | 2     | 1     | 3     |       |
|  |             |            |            |            |   | Brusque | 2     | 1     | 3     |       |
|  |             | Joinville  | 5          | 1          | 6 |         |       |       |       |       |
|  | Joinville*  | Joinville  | 5          | 1          | 6 | 0       | 2     | 2     |       |       |
|  | Joinville*  |            |            |            |   | 0       | 2     | 2     |       |       |
|  | Criciúma    | 2          | 0          | 2          |   |         |       |       |       |       |

* O empate na soma dos dois resultados, favorece o time melhor classificado no turno.

## Returno

### Grupo A
| 1 | Criciúma      | 10 | 4 | 3 | 1 | 0 | 9 | 5 | +4 |
| 2 | Brusque       | 7  | 4 | 2 | 1 | 1 | 8 | 4 | +4 |
| 3 | Avaí B        | 4  | 4 | 1 | 1 | 2 | 6 | 9 | -3 |
| 4 | Juventus      | 4  | 4 | 1 | 1 | 2 | 4 | 7 | -3 |
| 5 | Metropolitano | 2  | 4 | 0 | 2 | 2 | 3 | 5 | -2 |
| PG - pontos ganhos; J - jogos; V - vitórias; E - empates; D - derrotas; GP - gols pró; GC - gols contra; SG - saldo de gols |               |    |   |   |   |   |   |   |    |

|  |                                           |
|  | Classificado à fase Semifinal do Returno. |

Confrontos
 Para ler a tabela, a linha horizontal representa os jogos da equipe como mandante. A coluna vertical indica os jogos da equipe como visitante.
Os jogos que não aconteceram ainda, estão descritos de acordo com a rodada em que irá acontecer. Exemplo: R-1 significa a primeira rodada.
|  |                                                |
|  | Jogos de ida que já foram disputados no Turno. |

|               | AVA | BRU | CRI | JUV | MET |
| ------------- | --- | --- | --- | --- | --- |
| Avaí B        | —   | 2-1 |     |     | 2-2 |
| Brusque       |     | —   | 2-2 | 4-0 |     |
| Criciúma      | 3-1 |     | —   |     | 2-1 |
| Juventus      | 3-1 |     | 1-2 | —   |     |
| Metropolitano |     | 0-1 |     | 0-0 | —   |

### Grupo B
| 1 | Joinville    | 6 | 3 | 2 | 0 | 1 | 5 | 1  | +4  |
| 2 | Chapecoense  | 6 | 3 | 2 | 0 | 1 | 7 | 4  | +3  |
| 3 | Figueirense  | 6 | 3 | 2 | 0 | 1 | 7 | 4  | +3  |
| 4 | CFZ Imbituba | 0 | 3 | 0 | 0 | 3 | 1 | 11 | -10 |
| PG - pontos ganhos; J - jogos; V - vitórias; E - empates; D - derrotas; GP - gols pró; GC - gols contra; SG - saldo de gols |              |   |   |   |   |   |   |    |     |

|  |                                           |
|  | Classificado à fase Semifinal do Returno. |

Confrontos
Para ler a tabela, a linha horizontal representa os jogos da equipe como mandante. A coluna vertical indica os jogos da equipe como visitante.
Os jogos que não aconteceram ainda, estão descritos de acordo com a rodada em que irá acontecer. Exemplo: R-1 significa a primeira rodada.
|  |                                                |
|  | Jogos de ida que já foram disputados no Turno. |

|              | CFZ | CHA | FIG | JOI |
| ------------ | --- | --- | --- | --- |
| CFZ Imbituba | —   |     | 1-6 | 0-1 |
| Chapecoense  | 4-0 | —   | 3-0 |     |
| Figueirense  |     |     | —   | 1-0 |
| Joinville    |     | 4-0 |     | —   |

### Semi-final de Final
|  | Semi-final  | Semi-final | Semi-final | Semi-final |   |          | Final | Final | Final | Final |
|  |             |            |            |            |   |          |       |       |       |       |
|  | Criciúma    | 0          | 2          | 2          |   |          |       |       |       |       |
|  | Chapecoense | 0          | 0          | 0          |   |          |       |       |       |       |
|  | Chapecoense | 0          | 0          | 0          |   | Criciúma | 0     | 1     | 1     |       |
|  |             |            |            |            |   | Criciúma | 0     | 1     | 1     |       |
|  |             | Brusque    | 1          | 1          | 2 |          |       |       |       |       |
|  | Joinville   | Brusque    | 1          | 1          | 2 | 1        | 1     | 2     |       |       |
|  | Joinville   |            |            |            |   | 1        | 1     | 2     |       |       |
|  | Brusque     | 3          | 1          | 4          |   |          |       |       |       |       |

### Final
| Campeão | Vice-Campeão | Jogo 1 | Jogo 2 |
| ------- | ------------ | ------ | ------ |
| Brusque | Joinville    | 1-0    | 1-1    |

## Artilharia
Atualizado em 8 de julho às 15:02 UTC-3.
| Gols | Jogador         | Time          |
| ---- | --------------- | ------------- |
| 11   | Lima            | Joinville     |
| 11   | Rafael Xavier   | Brusque       |
| 6    | Lincoln         | Criciúma      |
| 5    | Cris            | Joinville     |
| 5    | Neilson         | Chapecoense   |
| 5    | Pantico         | Brusque       |
| 5    | Rafael Costa    | Avaí B        |
| 5    | Valdo           | Brusque       |
| 4    | Xaro            | Chapecoense   |
| 3    | Fernando Gaúcho | Criciúma      |
| 3    | Jackson         | Metropolitano |
| 3    | Marcos Denner   | Criciúma      |
| 3    | Mariano Trípodi | Metropolitano |
| 3    | Medina          | Avaí B        |
| 3    | Ricardinho      | Joinville     |
| 3    | Rogélio         | Brusque       |
| 3    | Waldir          | Chapecoense   |

## Desenvolvimento
- Devido a uma irregularidade ocorrida no jogo entre Figueirense e CFZ Imbituba na primeira rodada do Turno do Grupo B no dia 10 de maio, o time de Florianópolis correria o risco de ter que pagar uma multa e perder 3 pontos na competição. O Figueirense foi denunciado por ter escalado o atleta Edson Galvão de forma irregular, já que, o mesmo encontrava-se com um contrato de empréstimo com o próprio CFZ Imbituba em vigor até o dia 15 de maio.[4] O clube foi julgado no dia 18 pela 3ª Comissão Disciplinar do Tribunal de Justiça Desportiva (TJD) e absolvido do caso.[5]

- Na segunda rodada do Turno do Grupo A, o Avaí B teve de mandar o seu jogo contra o Juventus de Jaraguá em campo neutro, devido a uma punição imposta ainda no Campeonato Catarinense de 2010. Com isso, a partida do dia 9 de maio foi disputada no Estádio Roberto Santos Garcia na cidade de Camboriú.[6]

- Os jogos da 5ª Rodada e 3ª Rodada do Turno dos Grupos A e B respectivamente, aconteceriam no dia 19 de maio às 19:30 horas. Por conta de fortes chuvas que ocorreram no estado de Santa Catarina no dia 18, todos os jogos foram transferidos para o dia 20 de maio às 20:30 horas.[7]

- O Avaí B, a partir da 5ª Rodada do Turno do Grupo A, mandou seus jogos fora de seu estádio. Devido ao possível desgaste do gramado da Ressacada já que o Avaí disputa outros campeonatos, o time utilizou o estádio Renato Silveira em Palhoça, a 15 km da Capital como o seu campo local nos jogos da Copa SC.[8]

- No jogo entre Brusque e Criciúma ocorrido no dia 6 de junho válido pela primeira rodada do returno do grupo A, aconteceu um fato inusitado. O treinador da equipe do Brusque, Joceli dos Santos, trocou agressões físicas com o árbitro Jefferson Schmidt após ter sido expulso de campo. Após o jogo, os dois registraram a ocorrência na delegacia de polícia.[9]

- O último jogo da final da Copa Santa Catarina disputada por Joinville e Brusque na Arena Joinville em Joinville, foi um jogo marcado por confusões fora do gramado. A torcida do time da casa, não satisfeita com o resultado, teria invadido um local destinado aos jogadores para tirar satisfação, o jogador Carlinhos Santos não gostou e teria tentado partir para cima de alguns torcedores, sendo contido por seguranças do clube. Outro fato, foi a agressão sofrida por um narrador de uma rádio da cidade de Brusque dentro de sua cabine pelo filho do presidente da Federação Catarinense de Futebol que é o senhor Delfim de Pádua Peixoto Filho.[10][11]

## Campeão Geral
| Campeão da Copa Santa Catarina 2010 |
| ----------------------------------- |
| Brusque 3º Título                   |